# Géographie de la Haute-Saône
 (février 2012).
Si vous disposez d'ouvrages ou d'articles de référence ou si vous connaissez des sites web de qualité traitant du thème abordé ici, merci de compléter l'article en donnant les références utiles à sa vérifiabilité et en les liant à la section « Notes et références ».

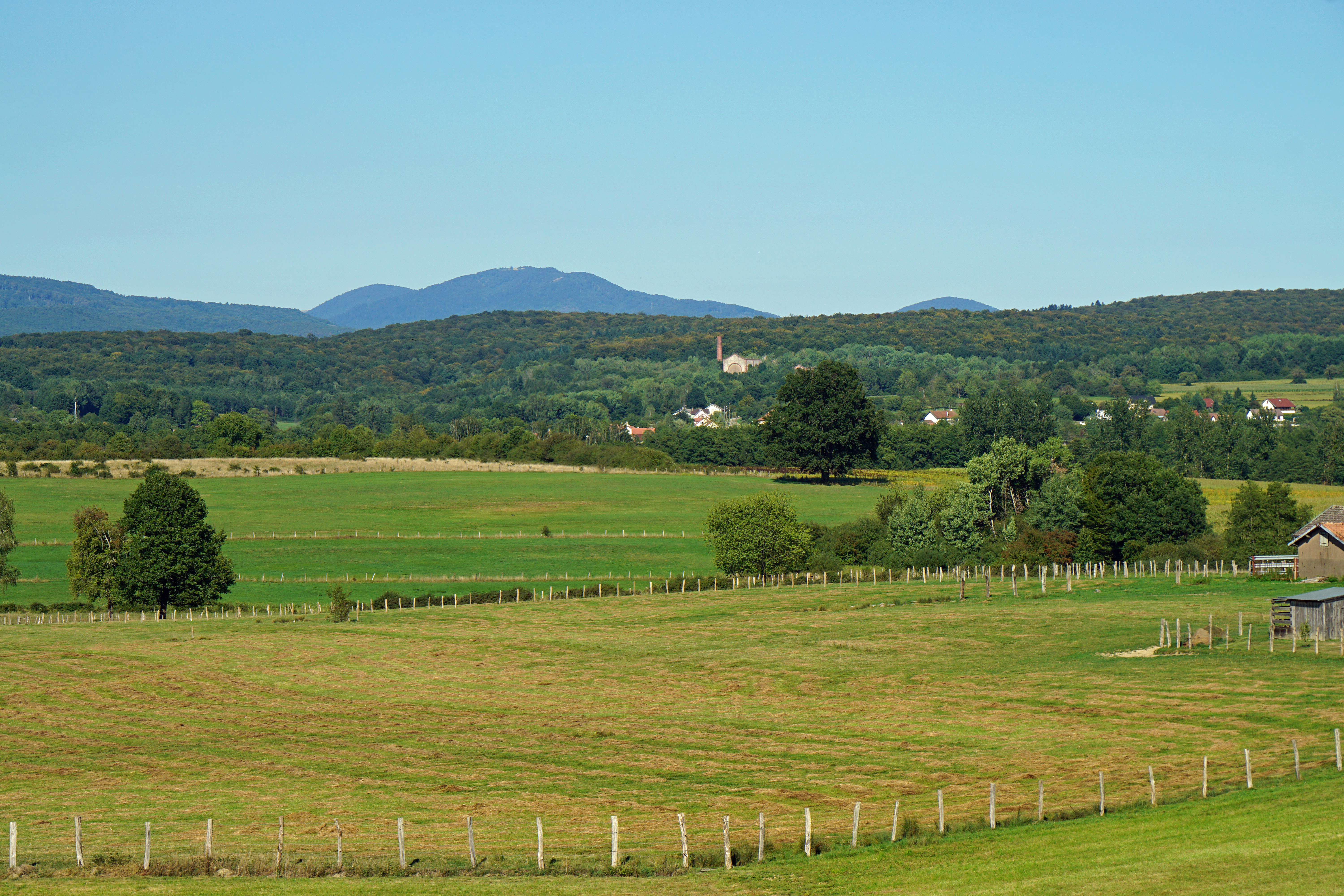
Paysage de Palante, près de Lure. Alternance de prairies vallonnées et forêt de feuillus, au pied des Vosges saônoises.

La géographie de la Haute-Saône est marquée par la prédominance des plateaux haut-saônois au centre et du Bas-Jura au sud-est. L'est s'ouvre sur la trouée de Belfort, entre les Vosges et le Jura. Il est arrosé par la Saône, l'Ognon, le Rahin et d'autres rivières et ruisseaux moins importants, notamment dans les vallées du Nord.
Le sous-sol du département est marqué, à l'Est, par la présence de deux bassins houillers : le sous-vosgien et le keupérien.
Le réseau routier est moins développé que dans les départements voisins en raison d'une plus faible implantation humaine avec 5 petits pôles urbains : Vesoul, Gray, Lure, Luxeuil-les-Bains et Héricourt. En revanche, il est traversé par la ligne de Paris-Est à Mulhouse-Ville et la LGV Rhin-Rhône.

## Topographie
| \| Val de Saône Vosges Vôge Trouée de Belfort Le Saône L'Ognon \| Carte topographique et localisation des régions naturelles dans le département |
| Val de Saône Vosges Vôge Trouée de Belfort Le Saône L'Ognon                                                                                      |

La Haute-Saône occupe principalement les plateaux éponymes, entre Vesoul et Gray. Dans la lointaine périphérie nord entre Champlitte et Jussey des reliefs marquent les frontières avec la Bourgogne. Au côté gauche de la Saône, dans le sud, le département présente de plus importants reliefs à l'approche du Jura, à partir de l'axe Vesoul Gy.
La moitié nord du territoire est mélange paysage relativement plat, puis vallonné en approchant du massif des Vosges. Non loin des limites administratives culminent le ballon de Servance (point culminant), la Planche des Belles Filles et le ballon d'Alsace à respectivement 1 216 m, 1 148 m et 1 247 m d'altitude.
Entre les Vosges et le Jura prend place la trouée de Belfort, un espace plus accessible, qui n'appartient pas à proprement parler à la Haute-Saône.

Paysages de la Haute-Saône :
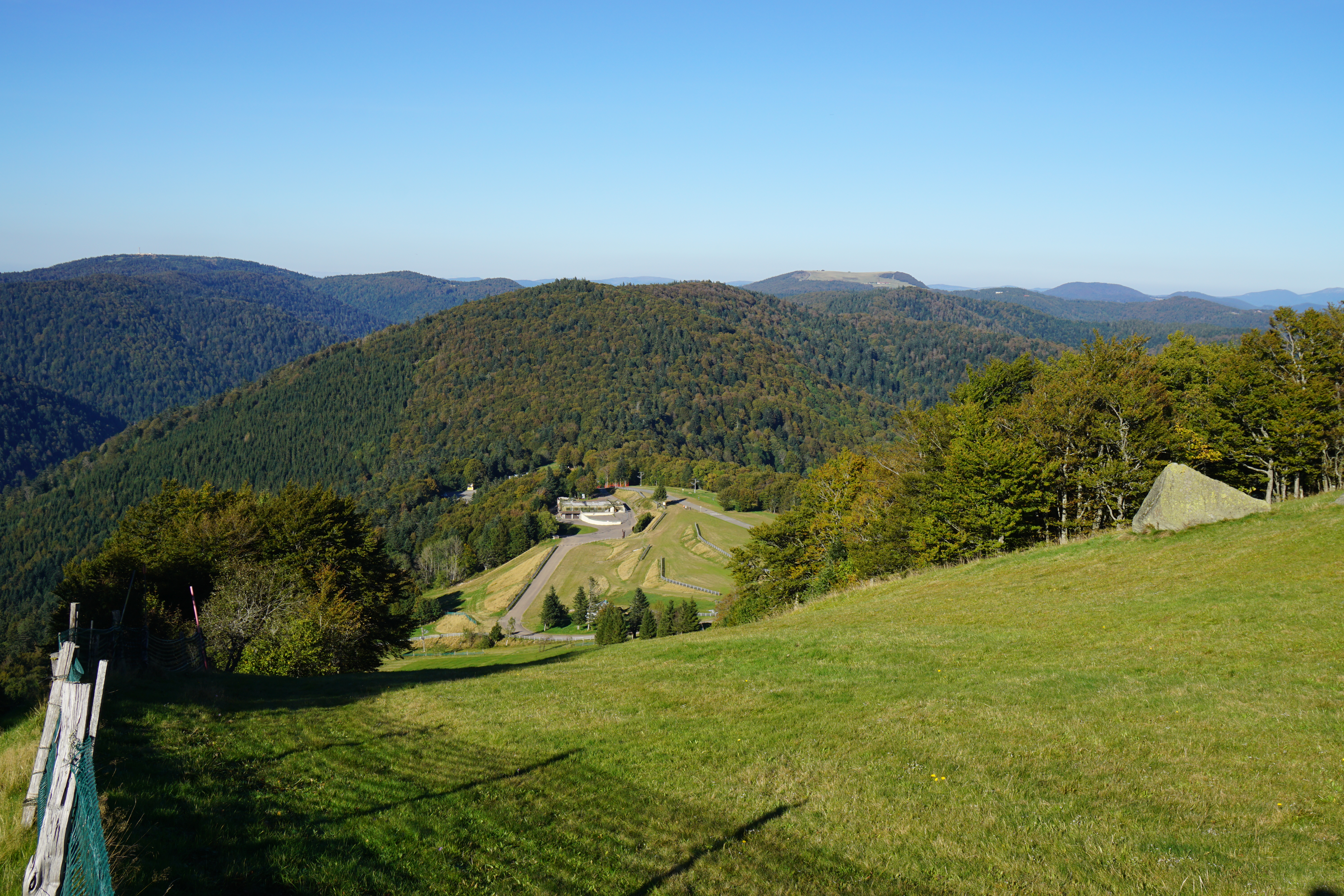
La Planche des Belles Filles.
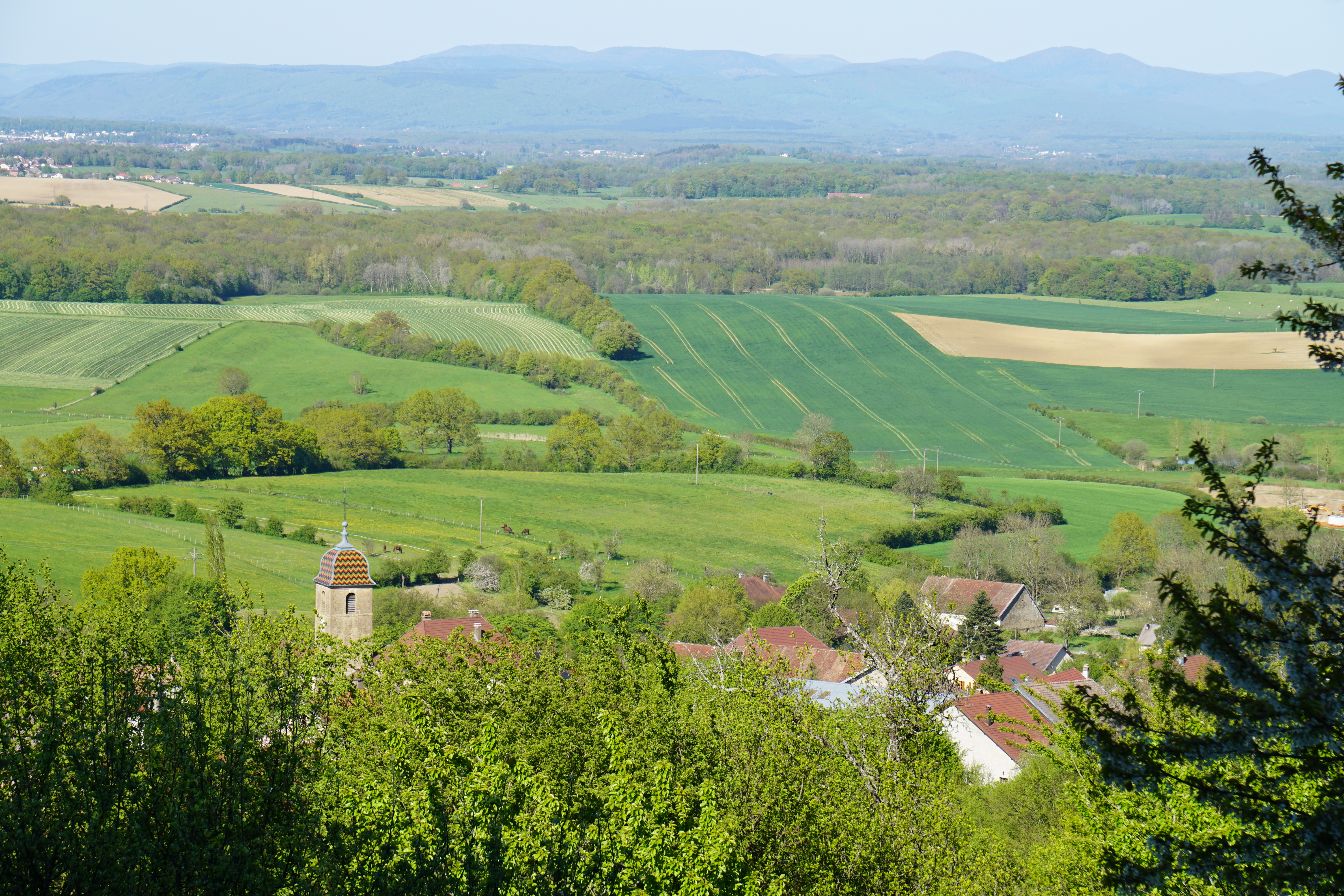
Le pays de Lure et les Vosges saônoises dans l'est du département.
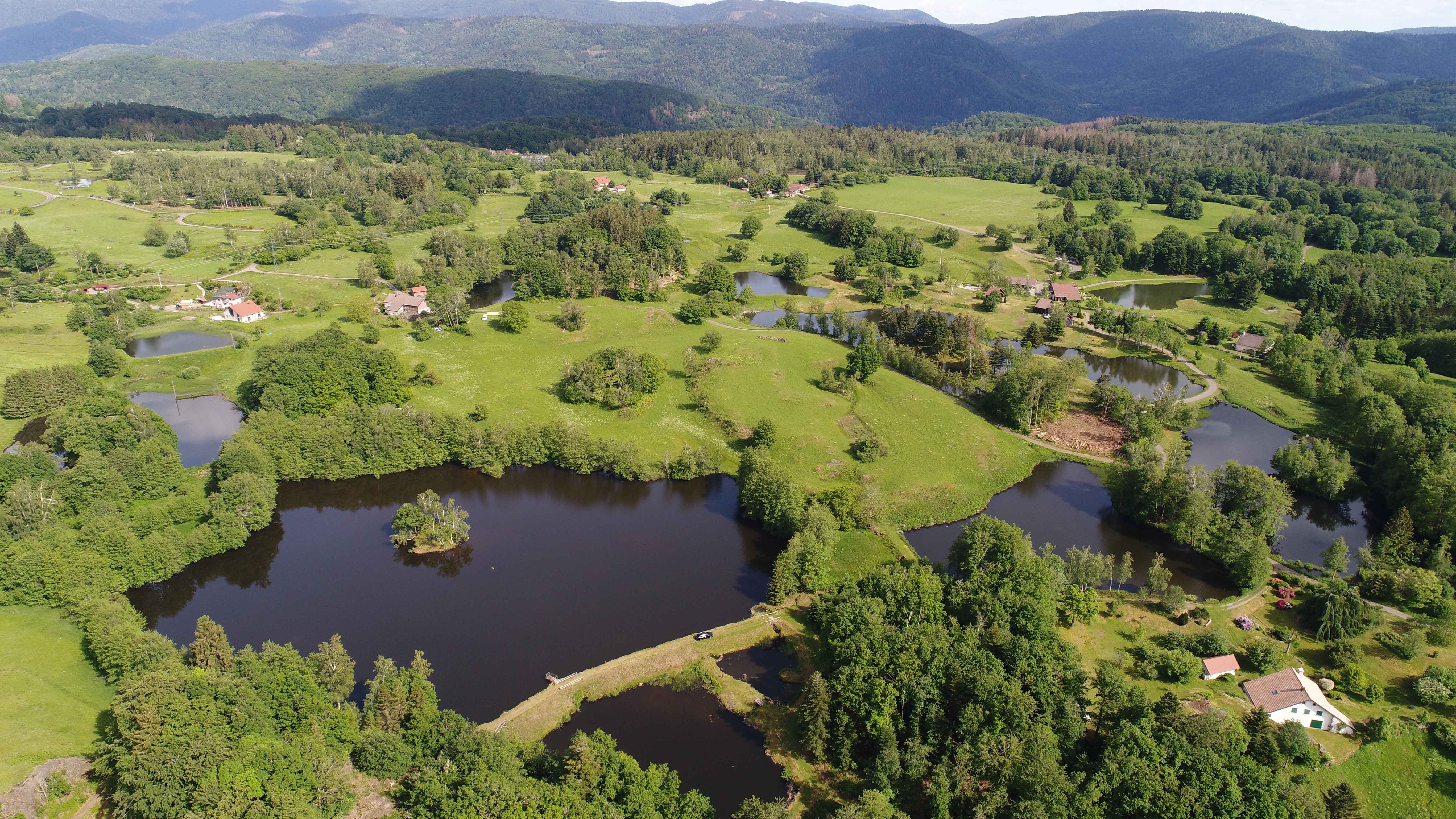
La région des Mille étangs, dans le nord-est.

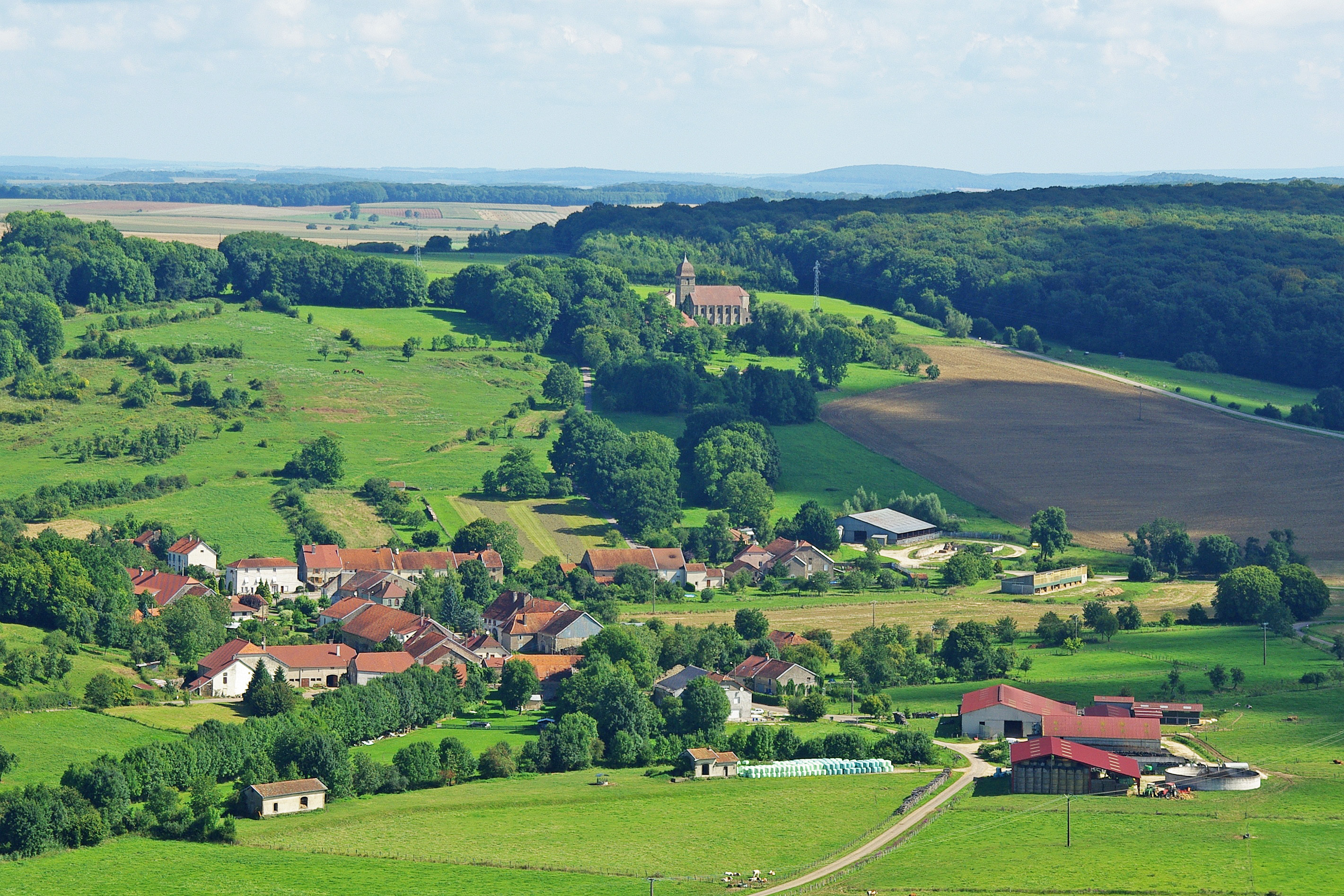
Molay dans le nord-ouest du département.
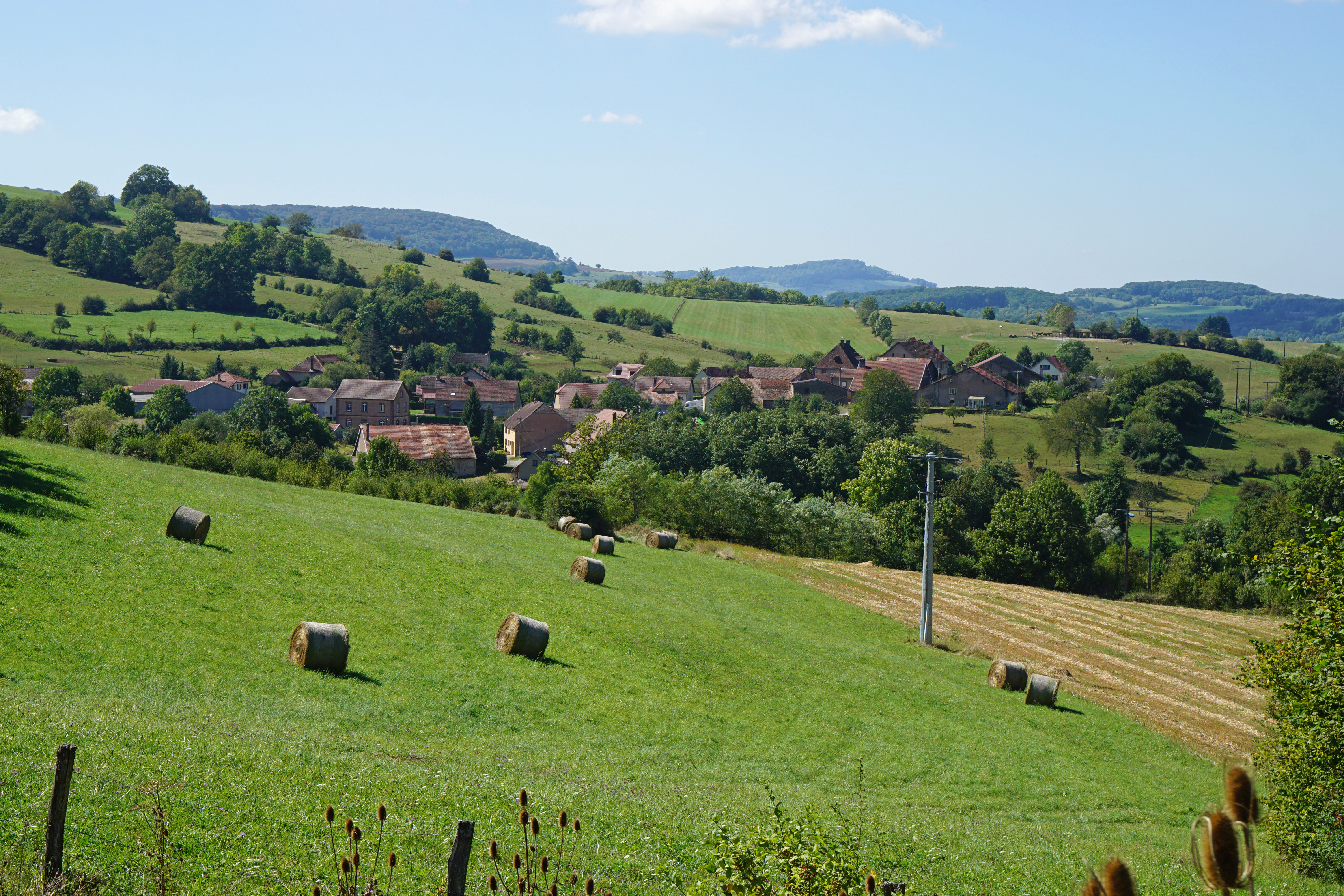
Corcelles dans le sud-est.
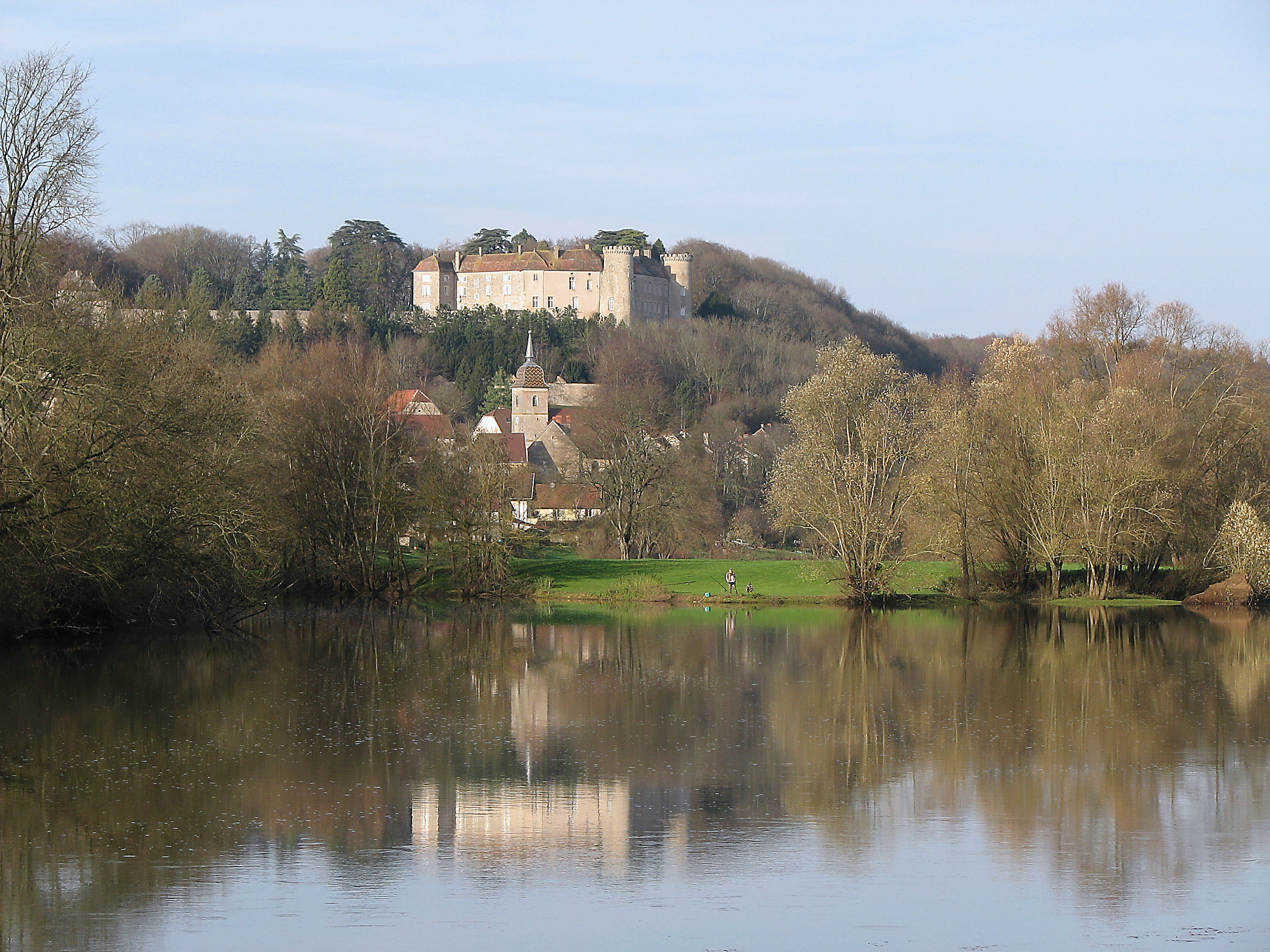
Ray-sur-Saône dans l'ouest du département.

## Hydrographie

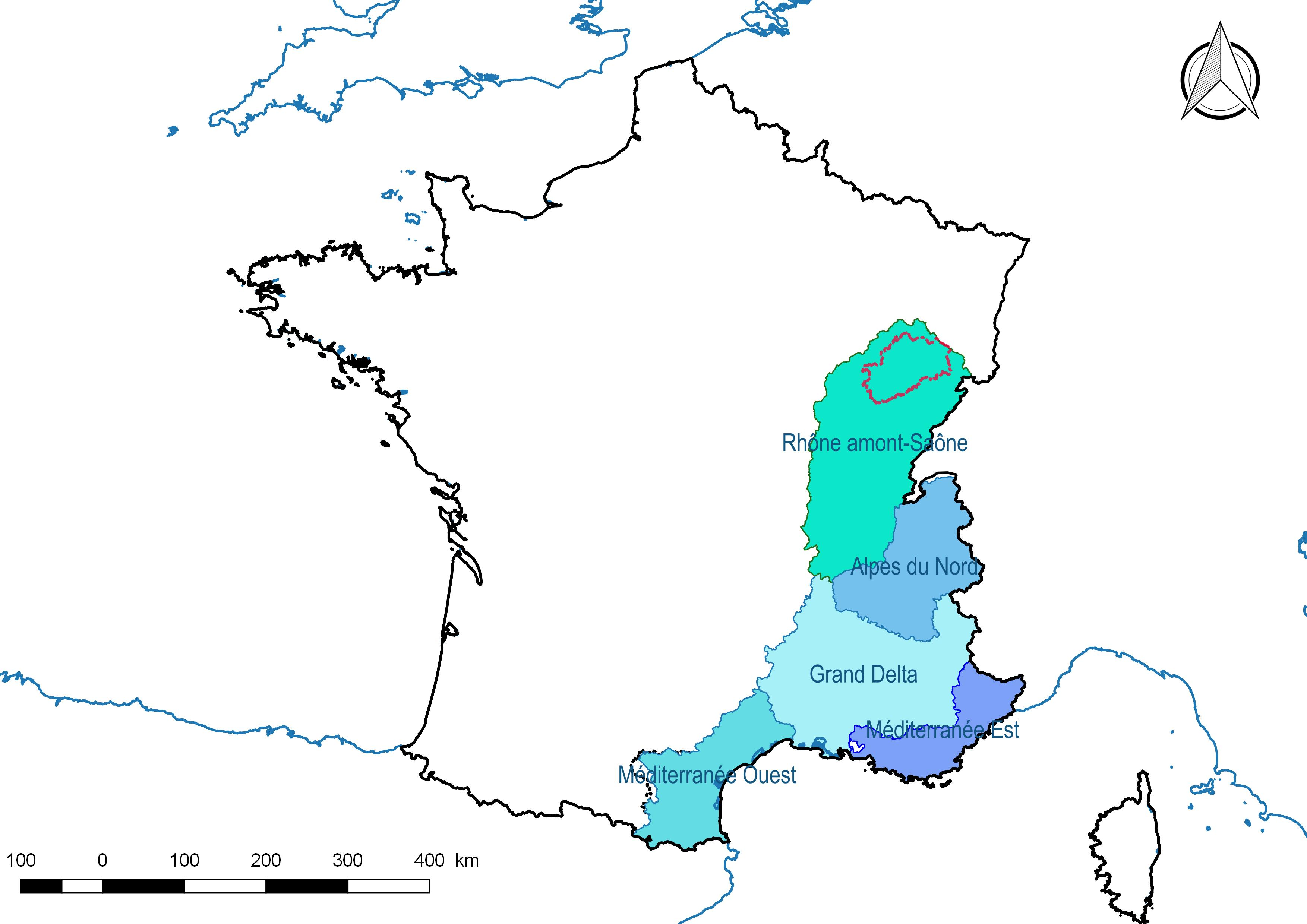
La Haute-Saône fait partie du bassins versants du Rhône et de la Méditerranée.

Le réseau hydrographique du département s'écoule dans le bassin versant du Rhône en direction du sud-ouest, décomposé lui-même en plusieurs sous-bassins versants.
Principaux cours d'eau:
- Saône
- Ognon
- Rahin

D'autres rivières et ruisseaux moins importants s'écoulent, notamment dans les vallées du Nord. Le département est aussi marqué par un grand nombre de  plans d'eau naturels où artificiels, principalement dans la Région des Mille étangs et dans les communes de Champagney, Lure, Roye.

## Géologie

Les ressources minéralogiques du département.
Schiste bitumineux
Charbon
Charbon et sel gemme
Fer
Métaux précieux

Le plateau de Haute-Saône est situé dans la dépression sous-vosgienne, à la frontière entre une dépression triasique et une dépression liasique.

### Carbonifère

La formation du gisement houiller stéphanien au pied des Vosges.

Le bassin houiller stéphanien sous-vosgien qui s'étend depuis Saint-Germain (Haute-Saône) et Lomont en direction du Territoire de Belfort appartient à l'étage Stéphanien, qui est daté entre -304 et -299 millions d'années. Il s'appuie sur le versant méridional du massif des Vosges et se prolonge vers le vaste fossé rhénan. Il est  recouvert par une grande quantité de grès rouge et par divers types d'argiles. Il est abondamment exploité entre le XVIIIe siècle et le XXe siècle par les houillères de Ronchamp.
Pendant le Dévonien, le socle de la région de Belfort, bordant le massif des Vosges, est formé par sédimentation détritique. Au Carbonifère, cette région est recouverte par une mer, favorisant la sédimentation marine qui s'accompagne d'une activité volcanique. C'est à la fin de cette période, au Stéphanien, daté entre −307 et −299 millions d'années, que le bassin houiller commence sa formation sous la pression des sédiments de types fluvio-lacustres. Au Permien, ce gisement est plié puis recouvert par de nouveaux dépôts détritiques issus de la chaîne varisque.
Les terrils du bassin minier de Ronchamp et Champagney recèlent de nombreux fossiles témoignant de l'époque du Carbonifère dont la particularité est de regrouper à la fois des plantes vivant dans un environnement sec et montagnard (Épine noire, Fougères, Cordaites et les premières plantes à fleurs qui sont présentes uniquement dans les couches les plus récentes) et dans des milieux de plaines marécageuses (renoncule flottante Lepidodendron, sigillaire, Calamites, Sphenophyllum) ainsi que des poissons d'eau douce.

### Trias

La formation du gisement de sel et de charbon du Keuper en Franche-Comté.

Au Keuper (-230 à -220 millions d'années), lorsque la mer Panthalassa qui recouvre tout l'est de la France (partie intégrante du supercontinent Pangée) se retire et laisse une lagune peu profonde de saumure d'eau de mer qui par évaporation forme une très importante couche de plus de 100 mètres d'évaporite (contenant du sel halite / sel gemme)... recouverte avec le temps par différentes couches de sédimentation (plus de 200 mètres de marne et de calcaire). Ce gisement est dissocié en deux parties : une première caractérisée par des dépôts de lagunes peu profondes et une seconde caractérisée par des dépôts de lagune. La première partie est composée de trois couches salifères sur une épaisseur de plus de 250 m ; une fine couche de grès à roseaux sépare les deux parties stratigraphiques ; la seconde partie est composée de marnes à gypse, d'anhydrite, de marnes rouges, de dolomie, de marnes irisées et de charbon. Les grès et schistes du Rhétien achèvent la série sur une épaisseur d'environ 15 m,.
Le bassin houiller keupérien qui est le plus récent des deux gisements houillers de Haute-Saône, daté du Trias Supérieur. Il est exploité entre la fin du XVIe siècle et le milieu du XXe siècle dans le sud-est du département ainsi que dans le nord du Doubs et du Jura. Bien qu'il soit exploité plus longtemps que le bassin minier de Ronchamp et Champagney, son influence économique et sociale est moindre, sa production étant plutôt artisanale et irrégulière. L'activité atteint son apogée au XIXe siècle où huit concessions sont accordées entre 1826 et 1845 pour l'exploitation du bassin, dont trois qui fusionnent en 1879.
La Haute-Saône possède aussi un gisement de sel gemme du Trias supérieur mêlé à la houille keupérienne.

### Toarcien

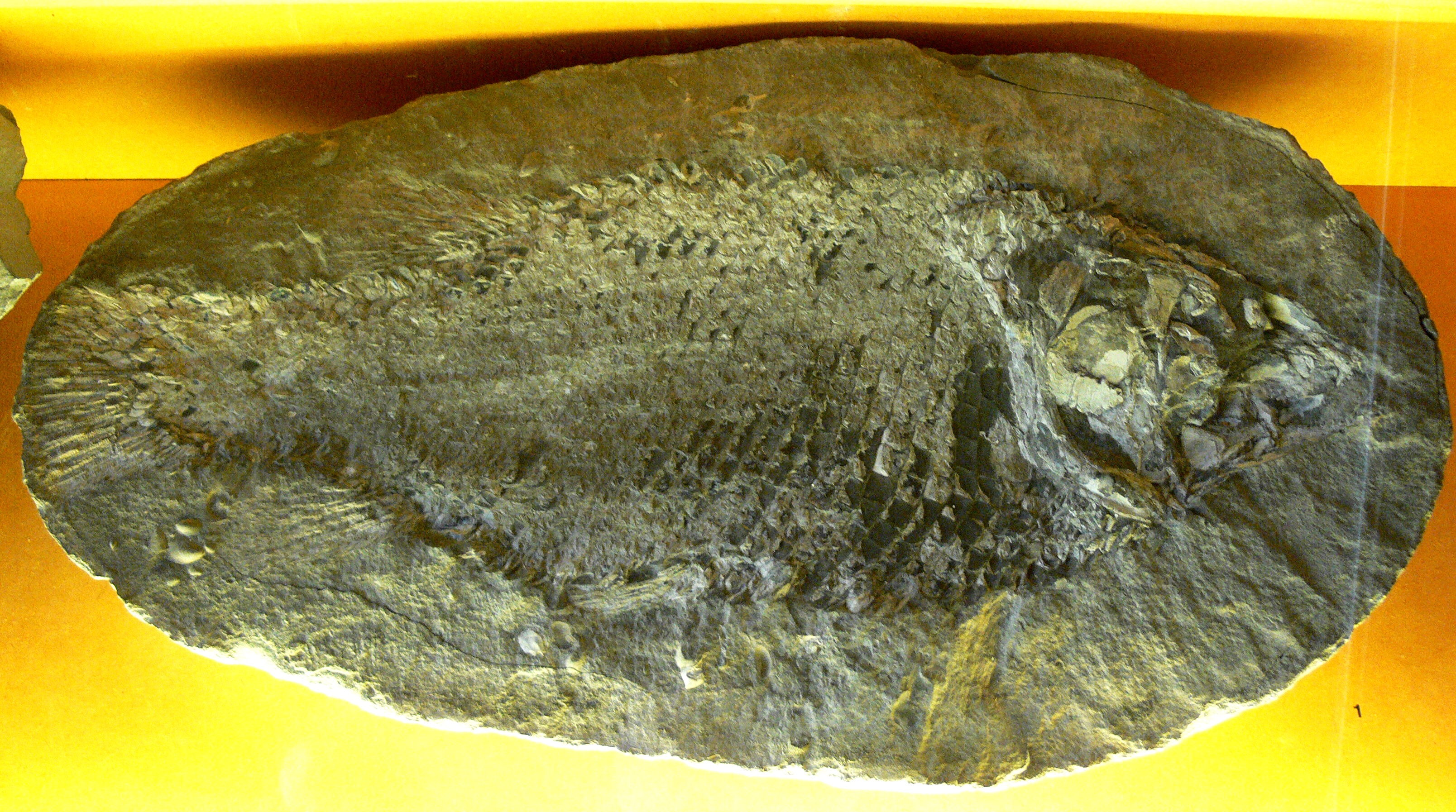
Lepidotes elvensis trouvé en 1883 dans les schistes de Saulx.

Un vaste gisement de schiste bitumineux recouvre deux zones du département. La première est située au centre, dans les vallées synclinales de l'Ognon et de la Saône, et s'étend de Grattery à Gouhenans en passant par Vesoul et Creveney, où il affleure en différents points et a été exploité. Le second est situé au sud-est du département, sur le versant nord-ouest des collines pré-jurassiennes, et s'étend de Châlonvillars à Fallon. Une cinquantaine de communes sont concernées, soit 10 % du territoire départemental. L'épaisseur de la couche est généralement d'une vingtaine de mètres avec un maximum de 34 mètres,.
Ce gisement de pyroschiste dit « schistes-carton » est daté du Toarcien (−182 à −174 millions d'années) ; plus particulièrement du Toarcien inférieur, période au cours de laquelle a eu lieu un événement géologique important appelé événement anoxique océanique (EAO) intervient au cours du Toarcien inférieur. Il correspond à une période de réchauffement global qui déstabilise les hydrates de méthane dans les sédiments des fonds marins, libérant ainsi de grandes quantités de méthane gazeux qui provoquent l'anoxie des fonds marins sur une grande partie du globe. Il en résulte des extinctions massives de faunes océaniques et l’accumulation de matière organique. L'absence d'organismes benthiques et fouisseurs permet ainsi la conservation des lamines originelles du sédiment. Il se forme des argiles noires à structure feuilletée et à consistance cartonnée dénommées schistes-carton. Ce faciès est connu à l’affleurement et en forage dans de nombreux bassins dont les Bassins parisien et aquitain où leur épaisseur est de quelques mètres. Les schistes-carton ne renferment que des fossiles d'organismes pélagiques (poissons, microalgues dont des Coccolithophoridés...),. La durée de cet événement est évaluée à 600 000 ans.

## Climat
Le département de la Haute-Saône est soumis à une double influence :
- océanique : passage de perturbations apportant une pluviosité importante en quantité comme en fréquence ;
- continentale : éloigné de l’influence régulatrice de l’océan, le département est sous influence continentale de par son éloignement à la mer. Les amplitudes thermiques annuelles y sont importantes, autorisant à la fois des chutes de neige et des fortes gelées l’hiver, tout en subissant sécheresses et chaleur l’été.

La proximité du Massif des Vosges et du Jura façonnent également les lignes directrices de la météorologie locale. Ces deux reliefs agissent comme des barrières empêchant les masses d'air arrivant de l'ouest de continuer sur la Suisse. Les hauteurs du Doubs y subissent des précipitations orographiques.
Localement, la présence d'une nappe phréatique affleurante (Plateau des Mille étangs par exemple) atténue le stress hydrique en saison estivale, tandis que les masses d'eau constituants les étangs agissent comme régulateur thermique.

## Transports

Réseau routier principal de la Haute-Saône.
: autoroutes
: 2x2 voies
: travaux de mise en 2x2 voies en cours
: projets de mise en 2x2 voies (pas de travaux avant 2021)
: 2x1 voies

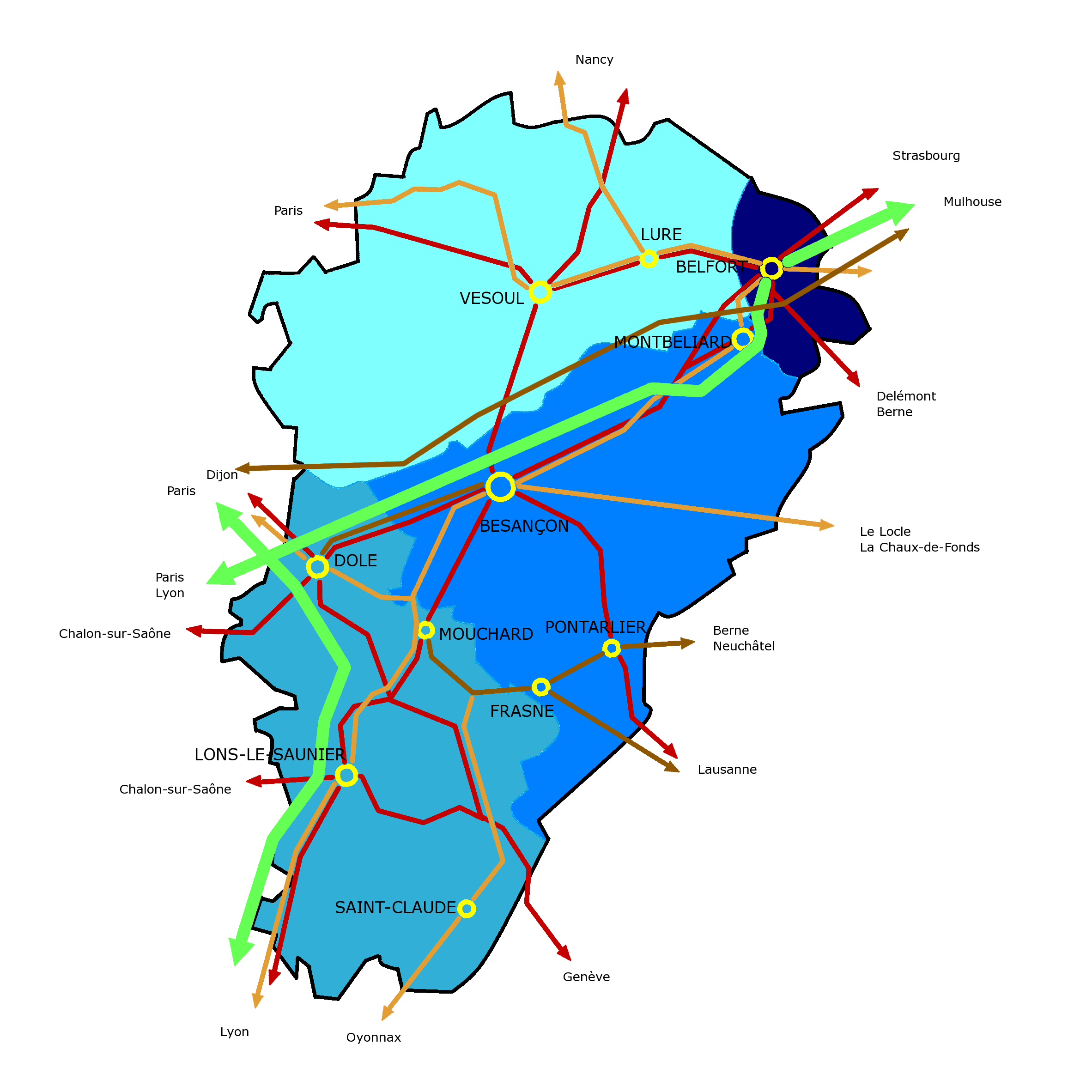
Intégration de la Haute-Saône dans le réseau de transport de la Région.

La situation avant tout rurale de la Haute-Saône, dénuée d'une armature urbaine forte, conditionne l'offre de transport. Celle-ci peut se résumer à sa fonction de transit à l'échelle régionale. Les grandes infrastructures de transport sont davantage regroupées dans le département voisin du Doubs, dans un axe national du Grand Est connectant l'Alsace à Dijon ou Lyon.

### Axes routiers
Le réseau routier est structuré par la faible armature urbaine du département, autour de trois points nodaux majeurs : Vesoul, Lure et Luxeuil, et est relié aux villes voisines. Ces trois villes sont connectées entre elles par des routes aménagées pour que la circulation y soit fluide. À ce titre, l'axe Lure - Luxeuil est réalisé en tronçon de 4 voies avec contournement.
À partir de ce réseau primaire interne, des connexions sont établies avec les grandes villes en périphérie de la Haute-Saône. La N 19, qui commence à Delle à la frontière Suisse, traverse la Haute-Saône par Héricourt, Lure et Vesoul, et la quitte en allant sur Langres et Chaumont, pou se terminer sur la capitale.
L'axe Lure - Luxeuil est réalisé par la D 64 en tronçon de voie rapide 4 voies, continuant à l'ouest de Lure sur Montbéliard, et au Nord de Luxeuil sur le département des Vosges, aujourd'hui devenue la E 54 elle est intégralement en 2x2 voies depuis Montbéliard dans le Doubs, jusqu'à son prolongement par la N 57 à Remiremont puis Épinal. La N 57 traverse d'ailleurs le département en passant par Luxeuil, Vesoul, pour continuer sur Besançon avant de continuer sur Pontarlier pour accéder à la Suisse.
Il n'existe aucune autoroute sur le territoire départemental, la plus proche étant l'A36, traversant la Franche-Comté en longeant la frontière entre le Doubs et la Haute-Saône.
En dehors de ces grands axes majeurs à l'échelle régionale, un réseau routier secondaire permet d’irriguer les villages relativement efficacement en raison de la faible contrainte topographique de la géographie départementale.

### Transport en commun
La Haute-Saône est un espace majoritairement rural du fait d'une armature urbaine faible. De fait, la rentabilité des transports collectifs ne peut être valable que sur les grandes liaisons inter-urbaine, ou sur la desserte intra-urbaine. La logique hub and spoke est donc le schéma organisationnel en vigueur.
Le département est desservi par le réseau Mobigo de la région Bourgogne-Franche-Comté, qui propose des lignes entre Gray et Besançon et Vesoul et Besançon. Vesoul est la seule agglomération du département à avoir son propre système de bus nommé VBus.

## Implantation humaine
Le département a la particularité d'avoir 5 pôles urbains : Vesoul, Gray, Lure, Luxeuil-les-Bains et Héricourt, il possède un caractère rural. Un bassin minier s'est développé du milieu du XVIIIe siècle jusqu'au milieu du XXe siècle sur plusieurs communes situées à l'est de l'arrondissement de Lure.